# Hoor, wie klopt daar kind'ren?
Hoor, wie klopt daar kind’ren? is een hoorspel van Konrad Hansen. Horch, was kommt von draußen rein? werd op 26 mei 1970 door de Westdeutscher Rundfunk uitgezonden. C. Denoyer vertaalde het en de VARA zond het uit op zaterdag 5 december 1970. De regisseur was Ad Löbler. Het hoorspel duurde 44 minuten.

## Rolbezetting
- Jan Borkus (Wazlaw)
- Hans Karsenbarg (Biebrich)
- Fé Sciarone (mevrouw Biebrich)
- Gerrie Mantel (Annetje)
- Huib Orizand (de chef)
- Tine Medema (mevrouw Julich)
- Jan Verkoren (de postbode)
- Nel Snel (mevrouw Huber)
- Jos van Turenhout (de moordenaar)
- Donald de Marcas (Schulz)
- Nora Boerman (een vrouwenstem)
- Harry Bronk (Korek)

## Inhoud
In een totalitaire staat werkt de heer Wazlaw in een afluistercentrale van de overheid. Hij luistert in een bepaalde wijk huizen af op de aanwezigheid van subversieve personen. Wazlaw krijgt een nieuwe medewerker, de heer Biebrich. Het aanvankelijke enthousiasme van Biebrich voor zijn nieuwe functie verdwijnt wanneer blijkt dat hij en zijn gezin ook worden afgeluisterd. Wazlaw zet een val op voor Biebrich en meldt aan zijn chef dat hij staatsgevaarlijk is. De chef neemt de zaak op en zij luisteren een relaas af van Biebrich waarin hij vertelt hoe hij opstaat, zich scheert, zijn ontbijt neemt. De chef en Wazlaw concluderen dat Biebrich een gestoorde relatie heeft met maatschappij en overheid. De chef complimenteert Wazlaw met de ontmaskering van de staatsvijand en geeft hem een hoge premie. Er zal een nieuwe medewerker aangesteld worden, de heer Korek. Wazlaw informeert vast bij een medewerker of er wat materiaal over Korek aanwezig is…